# Aroma di Amore
Aroma di Amore est un groupe belge de rock composé du duo Elvis Peeters (auteur et chanteur) et Fred Angst (compositeur et guitariste).

## Discographie
- 1983, Gorilla dans de samba 7"
- 1984, Koude oorlog mlp

- 1984, Voor de dood

Label Play it again, Sam!
Face A 
1. Voor de dood 3.24

Face B 
1. 'T is de liefde 3.35
2. Lauwe oorlog 3.25

- 1985, De sfeer van grote dagen mlp

- 1985, Zonder omzien mlp

Label Play it again, Sam!
Face A (45T)
1. Zonder omzien 2.50 (enregistré au Pyramid studio à Beersel - Belgique)

Face B (33T)
1. Mama is sterken 2.44 (enregistré au Tango studio à Eindhoven - Pays Bas)
2. Een hoofd in de supermarkt 2.19 (enregistré au Tango studio à Eindhoven - Pays Bas)
3. Koekoek en de stad 4.33 (enregistré à A.B.S. à Bruxelles - Belgique)
4. Een jongen en een meisje 2.23 (enregistré à A.B.S. à Bruxelles - Belgique)
5. De centrale eis 2.23 (enregistré à A.B.S. à Bruxelles - Belgique)

- 1986, Harde feiten lp
- 1987, Koudvuur lp
- 1993, Radikal compilatie-cd
- 2005, Een taal is een stripverhaal cd-single
- 2012, Samizdat CD 11 titres